# رودريغو لاسترا
رودريغو لاسترا (بالإسبانية: Rodrigo Lastra)‏ هو لاعب كرة قدم أرجنتيني في مركز الوسط، ولد في 24 يونيو 1998 في سانتياغو ديل استيرو في الأرجنتين. لعب مع ديفنسا خوستيكا.

## وصلات خارجية
- رودريغو لاسترا على موقع قاعدة بيانات كرة القدم.إي يو (الإنجليزية)
- رودريغو لاسترا على موقع Soccerway.com (الإنجليزية)